# Olifantsnek-Stausee
Der Olifantsnek-Stausee (englisch Olifantsnek Dam, von afrikaans Olifantsnek ‚Elefantenhals‘) ist ein künstlich angelegter Stausee südlich von Rustenburg am Rande der Magaliesberge in der südafrikanischen Provinz Nordwest. Er entstand durch die Aufstauung des Hex River und zweier weiterer kleiner Flüsse mit dem Bau des Olifantsnek-Damms. Die Bogenstaumauer wurde 1932 unter Leitung des Deutschen Bernard Sumner errichtet. Der Stausee in Verwaltung des Department of Water and Sanitation dient hauptsächlich der Bewässerung und der Fischerei.
Am Nordufer des Stausees schließt sich das Naturschutzgebiet Kgaswane Mountain Reserve an.